# Jan Czosnecki
Jan Czosnecki (ur. 15 grudnia 1906 w Wąwolnicy, zm. 16 października 1978) – polski rzeźbiarz i sztukator.

## Życiorys
Syn Józefa. Pracował jako sztukator m.in. dla warszawskiej Akademii Sztuk Pięknych (od 1934). Brał udział w pracach przy odlewach gipsowych dla takich realizacji jak m.in. Pomnik Bohaterów Warszawy, Pomnik Fryderyka Chopina w Warszawie, czy Pomnik Powstańców Śląskich w Katowicach.
W czasie powstania warszawskiego stracił nogę, jednak kontynuował pracę twórczą. Spośród prac jego autorstwa zachowały się głównie studia głów.
Mieszkał przy ulicy Poselskiej na Saskiej Kępie w Warszawie.
Zmarł 16 października 1978, pochowany na cmentarzu Powązkowskim w Warszawie (kwatera 74-6-29).

## Ordery i odznaczenia
- Srebrny Krzyż Zasługi (11 lipca 1955)[1]
- Medal 10-lecia Polski Ludowej (19 stycznia 1955)[5]